# Fedezeti pont
A fedezeti pont a mikroökonómia fogalomtárában az az ár-mennyiség kombináció, amely mellett a vizsgált vállalat profitja rövid és hosszú távon éppen zérus, vagyis az optimális döntés meghozatala után bevételeivel a vállalat a termelés során felmerülő minden költségét éppen fedezni tudja. E pont „fölött” a vállalat pozitív profitot ér el, a pont „alatt” pedig negatívat.
Technikailag szemléltetve a fedezeti pont az átlagköltség-görbe (AC) minimumpontja ({\displaystyle \arg \min AC(y)}) vagyis az a pont ({\displaystyle y}), ahol
{\displaystyle {dAC(y) \over dy}=0;{d^{2}AC(y) \over dy^{2}}>0}
Matematikailag megmutatható, hogy a tárgyalt pont megegyezik a határköltség-görbe (MC) és az átlagköltség-görbe (AC) metszéspontjával, vagyis azzal a ponttal ({\displaystyle y}), ahol
{\displaystyle {TC(y) \over y}\equiv AC(y)=MC(y)\equiv {dTC(y) \over dy}}
({\displaystyle TC(y)} a vállalat teljes költsége)
Mint az az átlagköltség definíciójából látható, a pont meghatározásában a modell szerint figyelembe kell venni a termelés során felmerülő változó költségek mellett az állandó költségeket is.
A fedezeti pont jelentősége a hosszútávú piaci (iparági) kínálat meghatározásában is megmutatkozik. Tökéletes verseny körülményei között a modellek feltevései szerint addig lépnek be a vállalatok az elérhető pozitív profit reményében, amíg a piaci ár (ez esetben a termelt mennyiség függvénye) egyenlő nem lesz az egyes vállalatok fedezeti pontjához tartozó árral. Ebben az esetben az egyes bent lévő (inkumbens) vállalatok profitja zérus.